# Hebeloma incarnatulum
Hebeloma incarnatulum là một loài nấm ở Hymenogastraceae.